# La Passió d'Ulldecona
La Passió d'Ulldecona és el nom que rep la representació de la Passió de Crist a la població d'Ulldecona per part de persones del poble per tal d'apropar els fets religiosos als veïns i visitants. S'ha convertit amb el pas dels anys en un espectacle turístic.

## Orígens
La Passió d'Ulldecona, tal com la coneixem actualment, es va representar per primera vegada l'any 1955 amb el títol “El Drama de Jesús” sota la direcció del seu creador Josep Mª Rafí i Poblet, qui va vincular el fervor espiritual a través d'uns textos senzills, però, molt vàlids per a l'època.
Així naixia, dintre del Centre Cultural Recreatiu d'on s'independitzarà més tard, El Patronat de La Passió D'Ulldecona. Des de llavors s'ha consolidat com l'espectacle teatral de referència de les comarques de l'Ebre.

## Antecedents històrics
Ulldecona només testimonia una tradició d'una mica més de mig segle: però és cert això? Només mig segle? Existia una tradició de representacions anterior?... No es pot respondre certament a cap de les tres preguntes, malgrat l'existència d'un manuscrit únic del davallament propi d'Ulldecona, datat a les primeries del segle xvi.
A l'Arxiu capitular i Diocesà de Tortosa es va descobrir un document singular de 1512 que certifica que fa més de 500 anys a Ulldecona ja es feien representacions de carácter religiós. A l'Arxiu Parroquial d'Ulldecona es va trobar un manuscrit “El Davallament de la Creu” que va ser estudiat el 1962 per Jaume Romeu i Figueres i tractat degudament a la seva obra “Els Textos sobre el Davallament de la Creu a Catalunya”. El document en qüestió és un text que formava part d'un conjunt d'actes o quadres sobre la Passió de Crist. Són 248 versos que s'han incorporat al muntatge de la Passió actual.
A banda d'aquest Davallament, en el mateix arxiu parroquial, es trobà un text, molt usat, de la Passió de Fra Anton de Sant Jeroni. Aquests fets no demostren que a Ulldecona es representés una Passió anteriorment, però tampoc ho neguen.
El Cert és que molts, avui presents, són testimonis d'un fet que perdura fins després de la guerra civil i que podria corroborar la hipòtesi que a Ulldecona hi va haver representacions de La Passió anteriors al Concili de Trento, i que, després d'aquest davant la prohibició de celebrar representacions a l'interior dels temples, haurien sortit al carrer i s'haurien inclòs en el desenvolupament de les processons de la Setmana Santa, tal com va passar en altres llocs.
Els fets exposats en aquest paràgraf, encara que coincideixen a afirmar l'existència més o menys continuada de representacions de La Passió a Ulldecona, no deixen de ser especulacions de la seva existència, però, possiblement són l'explicació que l'any 1955, un home vingut de fora, però que va saber integrar-se totalment a la forma de ser local, en molt poc temps, va aconseguir posar en escena “el Drama de Jesús”.

## Història
L'Entitat va néixer l'any 1955, i el seu fundador va ser Josep Mª Rafí i Poblet. La primera representació va tenir lloc el 19 de març de 1955, assolint des del primer moment una gran qualitat escènica que l'ha perpetuat en el temps. Més tard, l'any 1964, es posà en escena un nou text de la Passió en castellà del crític teatral Josep Mª Junyent i Quintana. Aquesta obra s'ha estat representant fins a l'any 2014. Aquesta, agafa la forma de peça amb dues parts, la primera meitat de l'obra dedicada a la vida pública i la segona a la passió i mort. Amb gran qualitat literària, fins i tot podríem parlar de teatre d'avantguarda per al temps i la ideologia del que signa com a autor. Amb el canvi i la transformació política de la societat, i la instauració de la democràcia, neix en el Patronat la necessitat de representar la Passió en la nostra llengua materna, el català. Així, es decideix demanar ajut a la Diputació Provincial per a fer una traducció del text al català. Finalment, s'encarrega la feina al poeta i escriptor mallorquí Jaume Vidal i Alcover. En rebre l'encàrrec l'autor, com a primera font en la seva obra recorre als Evangelis, especialment al de Mateu del qual agafa l'estructura i agrupa els relats en forma de cinc grans discursos. Utilitza una traducció feta pels Monjos de Montserrat. L'escriu en forma versificada i també al llarg de l'obra inclou peces de teatre popular com la Cançó de la Samaritana. Les dues parts de l'obra s'inicien amb les respectives invocacions a l'estil de les obres de l'edat mitjana, tal com ho fa el Cant de la Sibil·la. Des de l'any 1993 es representa aquest un nou text, una nova Passió, en català. Aquesta, per les dificultats de muntatge i escenografia que comportava, s'estrena a l'Església Parroquial d'Ulldecona, i durant 3 ó 4 anys es representa el Divendres Sant a l'Església, fins que s'enllesteixen les reformes i millores que s'han de fer al teatre per albergar aquest nou text. La posada en escena d'aquesta obra suposa un gran esforç econòmic per al Patronat de La Passió que ha de recórrer a ajuts i subvencions per adquirir tota l'escenografia, luminotècnia, i vestuari que li suposa representar aquesta nova obra. D'altra banda, estem al davant d'una gran obra, una joia literària.
Actualment, l'any 2015, s'ha posat en escena una nova i única versió de La Passió en les dues llengües, castellà i català, escrita pel dramaturg Ignasi Roda i Fàbregas. Això ha permès fer més senzilla la posada en escena de la Passió. Ara, hi ha una única escenografia, luminotècnia i muntatge per a les dues versions: català i castellà. Aquesta nova obra inclou com a pròleg l'Acte del Davallament de La Creu representat tal com fou escrit en el català de l'època.
La Passió ha sortit, en diverses ocasions, del que es convertí en el seu escenari natural, el Teatre Orfeó Montsià. Ja a la quaresma de l'any 1962 per invitació i patrocini de les autoritats provincials es representà al Teatre Fortuny de Reus. Per mitjà del grup d'Educación y Descanso y del Ministerio d'Información y Turismo, la Setmana Santa de 1969 s'escenificà a l'escenari del Teatro de la Zarzuela de Madrid. Aquests últims anys la Passió s'ha posat en escena a diverses localitats: Onda, Alcanyís, Vinaròs, Peníscola i també ha format part d'un muntatge teatral que tingué lloc a l'Església del Perpétuo Socorro de Madrid, juntament amb la Capella Príncipe de Viana de Bruges (Bèlgica), anomenat Pasión y Muerte de Cristo en la España mística que obrí el XII Festival d'Arte Sacro a Madrid.

## L'Entitat
Actualment La Passió és la capdavantera de totes les entitats culturals del poble. Ha portat el nom d'Ulldecona arreu del país i és coneguda internacionalment.
La Passió és fruit del sacrifici de tot un poble amb voluntat de portar a bon terme les coses que li són pròpies, amb un esperit lluitador i innovador i on podem trobar lligats el passat, el present i el futur d'una gent i de la seva història.
L'activitat que porta a terme va més enllà de les mateixes representacions de La Passió. Té una escola de teatre que li serveix per a formar als seus actors des de ben petits i també un grup de percussió.
L'Escola de Teatre forma els actors i a més posa en escena, per les Festes de Nadal, “Els Pastorets” que, en aquests moments, és l'única representació d'aquesta obra per les contrades de l'Ebre. Aquests es venen representant des dels anys 80 fins a l'actualitat.
A més disposa d'un Grup de Percussió, que, inicialment, va néixer per acompanyar les peanyes durant les processons de la Setmana Santa. És el Divendres Sant, on té una actuació destacada acompanyant la processó des de l'Església Parroquial fins al recinte del Calvari lloc on, el Patronat de la Passió, representa unes escenes de la Passió, Mort i Davallament de la Creu, que atreuen molt públic dels pobles del voltant.
Aquest grup també participa activament en altres esdeveniments que tenen lloc a la població com són per exemple les Festes Majors on desfilen acompanyant la pubilla de l'Entitat fins a l'Ajuntament on té lloc l'inici de la Festa del Pregó, també participen en la desfilada de “carrosses” col·laborant així en els actes de la Festa Major de la localitat.
Molts cops La Passió ha estat motiu de reportatges televisius, formant part dels noticiaris o de magazines, i la major part de les vegades com una més de les passions del nostre país. La Setmana Santa de 2001 La Passió va ser la gran protagonista d'un programa d'una hora de durada, al Canal 33 de Televisió de Catalunya. El programa es titulà: “Ulldecona, La Passió, l'esforç de tot un poble”. Era un documental sobre la Passió i els seus actors i com aquests veien els seus personatges. L'alt nivell professional dels tècnics realitzadors i de tot l'equip van fer que el documental fos digne de tots els elogis. Aquest es realitzà en espais naturals del municipi, especialment al nucli antic de la vila, al recinte del calvari i camps d'oliveres mil·lenàries. Al final del programa apareix la imatge de la Creu després del Davallament, i, apareix un nen al peu de la creu, recull la corona d'espines i diu: “Quan sigui gran m’agradarà molt fer el paper de Jesús”, i acaba amb el següent escrit: “I amb la il·lusió dels més menuts i l'esforç de tot el poble, la tradició continuarà any rere any”, síntesi que capta perfectament l'esperit de la gent de La Passió d'Ulldecona totalment compromesa amb la tradició històrica del seu poble.